# Вородьков 2
Вородьков 2 (бел. Вародзькаў 2) — деревня в Кричевском районе Могилёвской области Белоруссии. Входит в состав Ботвиновского сельсовета.

## География
Деревня находится в северо-восточной части Могилёвской области, в пределах Оршанско-Могилёвской равнины, на берегах реки Волчес, при автодороге Н10826, на расстоянии примерно 18 километров (по прямой) к северо-западу от Кричева, административного центра района. Абсолютная высота — 161 метр над уровнем моря.
Климат деревни характеризуется как влажный континентальный (Dfb в классификации климатов Кёппена).

## История
Согласно «Списку населенных мест Могилёвской губернии» 1910 года издания деревня входила в состав Белицкой волости Чериковского уезда Могилёвской губернии. В деревне имелось 47 дворов и проживало 142 человека (71 мужчина и 71 женщина).
21 января 2016 года деревня "Вородьков-2" переименована в "Вородьков 2" .

## Население
По данным переписи 2009 года, в деревне проживало 29 человек.